# Langschnabelsittiche
Langschnabelsittiche sind eine Gattung der Neuweltpapageien. Die Gattung enthält zwei Arten, die in Südamerika vorkommen. 

## Erscheinungsbild und Verhalten
Die zwei Arten der Langschnabelsittiche sind mit 40 beziehungsweise 37 Zentimetern Länge große Sittiche. Charakteristisch für die Gattung ist der lange, abgestufte Schwanz. Bei beiden Arten ist der Schnabel verhältnismäßig lang. Beim Langschnabelsittich ist außerdem der Oberschnabel verlängert. Aus diesem Grund wurden die beiden Arten lange unterschiedlichen Gattung zugeordnet. Die beiden Arten haben jedoch eine fast identische Gefiederfärbung und eine befiederte Wachshaut.

## Verbreitung
Der Smaragdsittich kommt in Südargentinien in Südchile vor. Der Langschnabelsittich ist in seiner Verbreitung auf Chile begrenzt und besiedelt damit die Westhänge der Anden.

## Arten
Den Langschnabelsittichen werden die folgenden zwei Arten zugerechnet:
- Smaragdsittich (Enicognathus ferrugineus)
- Langschnabelsittich (Enicognathus leptorhynchus)

## Belege